# 剛度
刚度（或）是材料力学中的物理术语，表示材料或结构抵抗形变的能力，数学定义为一个物体被施加作用力时，受到的力（应力）与所產生形變量（应变）之间的比值。与其相对的概念是柔度（flexibility）——刚度越低，柔度越高。
刚度的公式記為：{\displaystyle k={\frac {P}{\delta }}}

其中{\displaystyle k} 表示剛度，{\displaystyle P} 表示施力，{\displaystyle \delta } 表示形變量（变形后的长度减去原长，或原长减去变形后的长度），一般應用於虎克定律作系統的振動分析。在国际单位制中，刚度的单位为牛顿/米。

## 与弹性的关系
弹性模量通常与刚度不同。弹性模量是材料组成的性质；刚度是结构的性质。就是说，模量是材料的内部性质；刚度是固体的外延性质，它取决于材料，形状及边界条件。例如，对于一个受压或受拉的元素，其轴向刚度为
{\displaystyle k={\frac {AE}{L}}}
其中
{\displaystyle {A}} 为横截面面积；
{\displaystyle {E}} 为拉伸弹性模量（杨氏模量）；
{\displaystyle {L}} 为元素的长度。
类似地, 其转动刚度为
{\displaystyle k={\frac {nEI}{L}}}
其中
{\displaystyle {I}} 为惯性矩；
{\displaystyle {n}} 是一个依赖于边界条件的整数（对于固端等于4）。
对于无约束单轴受拉或受压的特殊情况，杨氏模量可以被认为是材料刚度的一个测度。

## 工程学中的应用
结构刚度在许多工程应用当中非常重要。所以在选择材料的时候，弹性模量是一个经常需要考虑的重要性质。当需要减小挠度时，高弹性模量的材料更适合。但当需要柔韧性时，低弹性模量的材料更满足需求。

## 相關領域
- 固體力學
- 振動力學
- 連續介質力學